# Strategia byka
Strategia byka – opcyjna strategia inwestycyjna, której stosowanie jest opłacalne w sytuacji gdy ceny na giełdzie będą miały tendencje zwyżkową. W zależności od rodzaju wykorzystanych opcji przyjmuje jedną z dwóch postaci

## Opcja kupna (call bull spread)

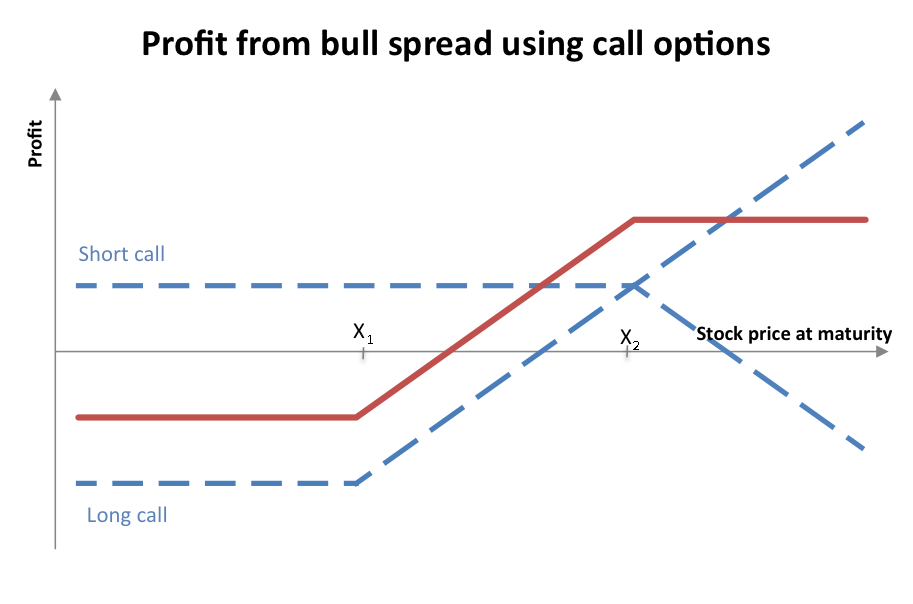
Strategia byka skonstruowana przy użyciu opcji kupna

Strategia byka konstruowana przy wykorzystaniu opcji kupna polega na nabyciu opcji kupna instrumentu podstawowego o określonej cenie wykonania K1 i jednoczesnej sprzedaży opcji kupna tego samego instrumentu z wyższą ceną wykonania K2. Obie opcje mają ten sam termin wygaśnięcia. Cena opcji kupna zmniejsza się gdy rośnie cena wykonania, wobec czego wartość opcji wystawionej jest niższa od wartości opcji kupionej. Tak więc strategia ta wymaga wkładu początkowego równego różnicy między ceną opcji kupionej a premią otrzymaną za wystawienie opcji. Przez co zaliczamy ją do strategii typu debit.

## Opcja sprzedaży (put bull spread)
Strategia ta polega na wystawieniu opcji sprzedaży instrumentu podstawowego o określonej cenie wykonania K1 i jednoczesnym kupnie opcji sprzedaży tego samego instrumentu z niższą ceną wykonania K2. Cena opcji sprzedaży rośnie wraz z ceną wykonania, wobec czego wartość opcji wystawionej jest wyższa od wartości opcji kupionej. Tak więc strategia ta jest strategią typu credit. Nie wymaga ona wkładu początkowego, gdyż premia otrzymana z wystawionej opcji sprzedaży jest wyższa od ceny zapłaconej za zakup opcji sprzedaży. W związku z tym, strategia ta wiąże się nawet z pewnym wpływem początkowym.